# Piano particolareggiato
Il piano particolareggiato è uno strumento di pianificazione territoriale usato in materia di urbanistica in Italia.

## Caratteristiche
Il piano particolareggiato attua gli strumenti direttori di cui alla legge 17 agosto 1942, n. 1150, insieme ai vari piani regolatori come il piano regolatore generale (PRG), il piano regolatore generale intercomunale e il programma di fabbricazione.
La finalità è quella di rendere concreta la realizzazione degli interventi previsti nel PRG, in particolare:
- consentire l'esproprio dei suoli, infatti è uno strumento per la dichiarazione di pubblica utilità;
- regolamentare l'attività edificatoria nell'area interessata con finalità di dettaglio e specificazione di quanto già previsto dal PRG

I limiti spaziali non sono fissati per legge ma corrispondono a limitati contesti, da scala urbana a infra-urbana.
Per quanto riguarda la cogenza, la 1150 stabilisce che è facoltativo; tuttavia è l'unico degli strumenti attuativi obbligatori previsti.
La 1150 stabilisce una scadenza temporale di 10 anni, ma conservano validità le misure di regolamentazione dell'attività edificatoria in quanto integrativa delle analoghe misure del PRG.

## Contenuto
- Rete delle infrastrutture viarie, dalla maglia larga alla maglia di penetrazione;
- Suddivisione del suolo in terreni edificabili e non;
- Suddivisione del suolo edificabile in singoli appezzamenti di terreno non ulteriormente frazionabili chiamati lotti;
- Specificazione di dettaglio dei tipi edilizie;
- l'individuazione degli spazi riservati a opere e impianti di interesse pubblico.

### Elaborati
- Stralcio del P.R.G. vigente riferito all'area interessata, scala 1:5000;
- Norme tecniche di attuazione;
- Rappresentazione planimetrica dello stato attuale, scala 1:5000;
- Progetto di piano particolareggiato redatto su mappa catastale, scala 1:500;
- Tavola della lottizzazione delle aree edificabili, scala 1:500; la tavola mostra i singoli lotti e specifica per ciascun lotto le potenzialità edificatorie;
- Norme tecniche di attuazione del P.P.;
- Elenco dei terreni da espropriare. Indicazione della superficie, proprietario e le rendite catastali;
- La 1150/1942 prevedeva anche il piano finanziario con 2 scopi: riportare la stima economica delle opere da eseguire e attestare la copertura finanziaria dell'ente pubblico;
- Relazione tecnica illustrativa;
- Dal 1967 con la legge ponte n° 765, tavola di verifica del rispetto degli standard urbanistici.

## Procedura per l'adozione e entrata in vigore
Il P.P. una volta redatto, viene adottato con delibera del consiglio comunale. Esso viene successivamente depositato in pubblicazione per 30 giorni, durante i quali è possibile prendere visione del progetto da parte dei cittadini. Negli ulteriori 30 giorni successivi è possibile effettuare le osservazioni o opposizioni da parte dei soggetti pubblici o privati direttamente coinvolti (enti, associazioni, proprietari, ecc.). Scaduti i termini utili, si avvia la fase delle controdeduzioni con successivi rigetti e accoglimenti delle osservazioni avanzate. Il progetto del Piano viene trasferito in Regione. La giunta regionale ha quattro possibilità:
- non approva e lo ritrasmette in Comune;
- apporta modifiche sostanziali, il comune deve ripubblicare;
- apporta modifiche non sostanziali e approva il piano;
- approva il piano.

Dato che l'iter è lungo e macchinoso, si rende necessario salvaguardare il P.P., tramite il sindaco, a fronte di richieste di trasformazione del territorio in contrasto con il P.P. adottato. Queste misure di salvaguardia hanno la durata di 3 anni. La legge 47/1985 ha soppresso la necessità di approvazione del P.P. da parte della Regione.

## Aspetti problematici

### Problema finanziario
Il piano finanziario era obbligatorio per la legge n. 1150/1942. I comuni dovevano metterlo in budget anche 3-4 anni prima che il piano fosse approvato.
Risolto dalla legge 6 agosto 1967, n. 765 che ha trasformato l'obbligo del piano finanziario in obbligo della "stima sommaria dei costi".

### Problema procedurale
L'iter è lungo e macchinoso.
Risolto dalla legge 28 febbraio 1985, n. 47 che stabilisce che il P.P. debba essere approvato dal comune al momento delle controdeduzioni.

### Problema di esproprio
I terreni dovrebbero essere espropriati anni prima, la difficoltà è di ordine economico e temporale.